# Kościół św. Jadwigi w Niemczy
Kościół św. Jadwigi – kościół rzymskokatolicki, który znajdował się w Niemczy. Rozebrany w 1970 roku.

## Historia
Pierwotnie w tym miejscu stała XII-wieczna kaplica śś. Piotra i Pawła. Na przełomie XIV i XV wieku wybudowano kościół. Był on późniejszą kaplicą zamkową, a od XVI wieku kościołem parafialnym. Posiadał zakrystię i wieżę. W XVIII wieku uległ przebudowie. Remontowany w 1921 roku i po uszkodzeniach II wojny światowej w 1964. Na skutek osunięcia się stoku został rozebrany w 1970 roku.